# Moisès Mendelssohn
Moisès Mendelssohn (Dessau, 26 de setembre de 1729 — Berlín, 4 de gener de 1786) va ser un filòsof alemany considerat com la veu més important de la Il·lustració jueva (en hebreu anomenada haskalà), i figura fonamental del judaisme. Adversari destacat de Kant i amic de Lessing, acabà sent un filòsof de gran influència entre jueus i gentils.

## Biografia
Fill d'un escriba (סופר סת”ם en hebreu, sofer stam) de cognom Mendel, va néixer en una llar humil de Dessau. Des de la joventut va mostrar un interès molt fort per l'estudi dels textos sagrats del judaisme i pels temes seculars i humanístics; el pare el va dirigir en l'estudi de la llengua hebrea i la Torà alhora que el rabí berlinès David Fränkel el va dirigir a l'estudi del Talmud.
Quan el seu mestre va tornar a la seva ciutat, el va acompanyar, i hi va haver d'entrar d'amagat a causa de les lleis racials de l'època de Frederic el Gran que, tot i que el monarca es vanava de la llibertat de culte que hi havia a Prússia durant el seu regnat, prohibien l'entrada de jueus no nascuts a Berlín a la ciutat, on deixaven residir només els jueus rics que podien pagar elevats imposts per aquest dret. Mendelssohn tenia 14 anys.
Va destacar a l'estudi de la Torà, el Talmud i l'obra de Maimònides. L'obsessió per l'estudi, raó per la qual des de petit passava infinitat d'hores assegut, i la mala alimentació li van causar malalties físiques, i se li va deformar la columna fins a acabar amb un gep.
A més dels interessos religiosos, també va escometre l'estudi de diferents llengües, tant clàssiques com modernes.
Apassionat de l'estudi de les llengües i especialment de l'hebreu, va ser autor d'una traducció amb comentaris de la Torà a l'alemany, la qual cosa el va enemistar amb els rabins, que van veure aquesta traducció de la llengua sagrada com una heretgia.
L'aportació més important de Moisès Mendelssohn va ser tant la seva lluita pels drets civils i religiosos dels jueus, com el diàleg interreligiós (fonamentalment amb els cristians).

## Obra
Entre les seves obres més destacades s'hi troben:
- Cartes sobre els sentimients (Zuric, 1770).
- Carta al diaca Lavater (Zuric, 1770, responent el llibre Proves de la veracitat del cristianisme del diaca Johann Kaspar Lavater, amb el qual, dedicant-se'l, el diaca l'exigia que, si no podia refutar la tesi, abracés el cristianisme. Mendelssohn, declarant-se orgullós de les seves arrels, respon que no és honest canviar de religió o demanar a algú que ho faci).[5]
- Fedó o la immortalitat de l'ànima, en tres diàlegs (1778).
- Codis de les lleis i dels ritus jueus (1778).
- Jerusalem o tractat sobre el poder religiós i el judaisme (1783).

### Llibres de Moisès Mendelssohn
- Mendelssohn, Moisés. Phädon (en alemany), 1776.
- «Obres» (en alemany). Obres.   Zeno.org. [Consulta: 19 desembre 2008].

### Altres
- Rabí Samuel Vainberg. «Les diferents corrents al judaisme d'avui» (en castellà).   Or Shalom Online. [Consulta: 19 desembre 2008].[Enllaç no actiu]
- «Biografia» (en castellà).   PROEL. [Consulta: 19 desembre 2008].